# Grão-Ducado da Lituânia
O Grão-Ducado da Lituânia (ruteno: Великое князство Литовъское; polonês: Wielkie Księstwo Litewskie; russo: Великое княжество Литовское) ou Grão-Ducado da Lituânia, Rússia, Samogícia e outros (russo: Великое князство Литовское, Руское, Жомойтское и иных) foi um estado do Leste Europeu dos séculos XII e XVIII. Fundado pelos pagãos lituanos do mar Báltico na segunda metade o século XII, expandiu-se rapidamente para além das fronteiras da área inicialmente estabelecida, adquirindo grande parte da antiga Rússia de Quieve.
O brasão do Grão-Ducado da Lituânia era um cavaleiro a cavalo com a Cruz Dupla da dinastia Jaguelônica em seu escudo, representada em um campo vermelho.

## Denominação
A denominação do Estado e o título de seu governante não eram constantes, mas alterados de acordo com as mudanças nas fronteiras e na estrutura do Estado. Em meados do século XIII e início do século XIV, o Estado era chamado de Lituânia. Após a anexação de Kiev e outros territórios da atual Ucrânia, o governante tomou o título de "Rei da Lituânia" e "Rei da Lituânia e de muitos russos".

No século XVII, as fontes lituanas referem-se a ele como "Didi Kunigiste Lietuvos" (cf. "KNIGA Nobaʒniʒtes Krikśćionißkos" (1653) de Joachim George Reto, cujo subtítulo, no caso genitivo do nobre, é "Ant wartoimá Báʒnićioms didesiʒ Kunigiʒtes Lietuwos ißduotá"). O título "Didi Kunigaykʒztiste Lietuwos" também foi usado.

Provável bandeira do Grão-Ducado da Lituânia com o brasão de armas, chamado "Пагоня" em ruteno e bielorrusso, "Vytis" em lituano e "Pogoń" em polonês